# Мурукку
Мурукку - це пікантна хрустка закуска, яка походить з Індійського субконтиненту, популярна на півдні Індії (тамільська кухня) та Шрі-Ланки. 

## Назва
Назва закуски походить від тамільського слова "скручений" . В Індії мурукку особливо популярний у штатах Карнатака, Тамілнад, Керала, Андхра-Прадеш, а також у країнах із значною індійською та шрі-ланкійською діаспорою, зокрема Сінгапур, Фіджі та Малайзії.
У Карнатаці його іноді називають "чаклі" - подібна страва, яка зазвичай виготовляється з додатковим інгредієнтом, з борошном нуту.

## Інгредієнти та приготування
Мурукку зазвичай виготовляють із рису та борошна ураду. Борошно змішують з водою, сіллю, порошком чилі, асафетидою та насінням кунжуту або насіння кмину. Замішують у тісто, яке формують у формі спіралі вручну або видавлюють за допомогою форми. Потім спіралі смажать у фритюрі на рослинній олії.

## Різновиди
Страва має безліч варіацій з видів та пропорцій використовуваного борошна. Муллу мурукку має нерівномірну текстуру, що додає йому додатковий хруст. Назва "муллу" походить від колючок на тамільській мові. Кай муруку (буквально, "ручна муруку") виготовляється вручну з використанням більш жорсткого тіста. Пакода мурукку  - ще одна різновид закуски у формі стрічки.  

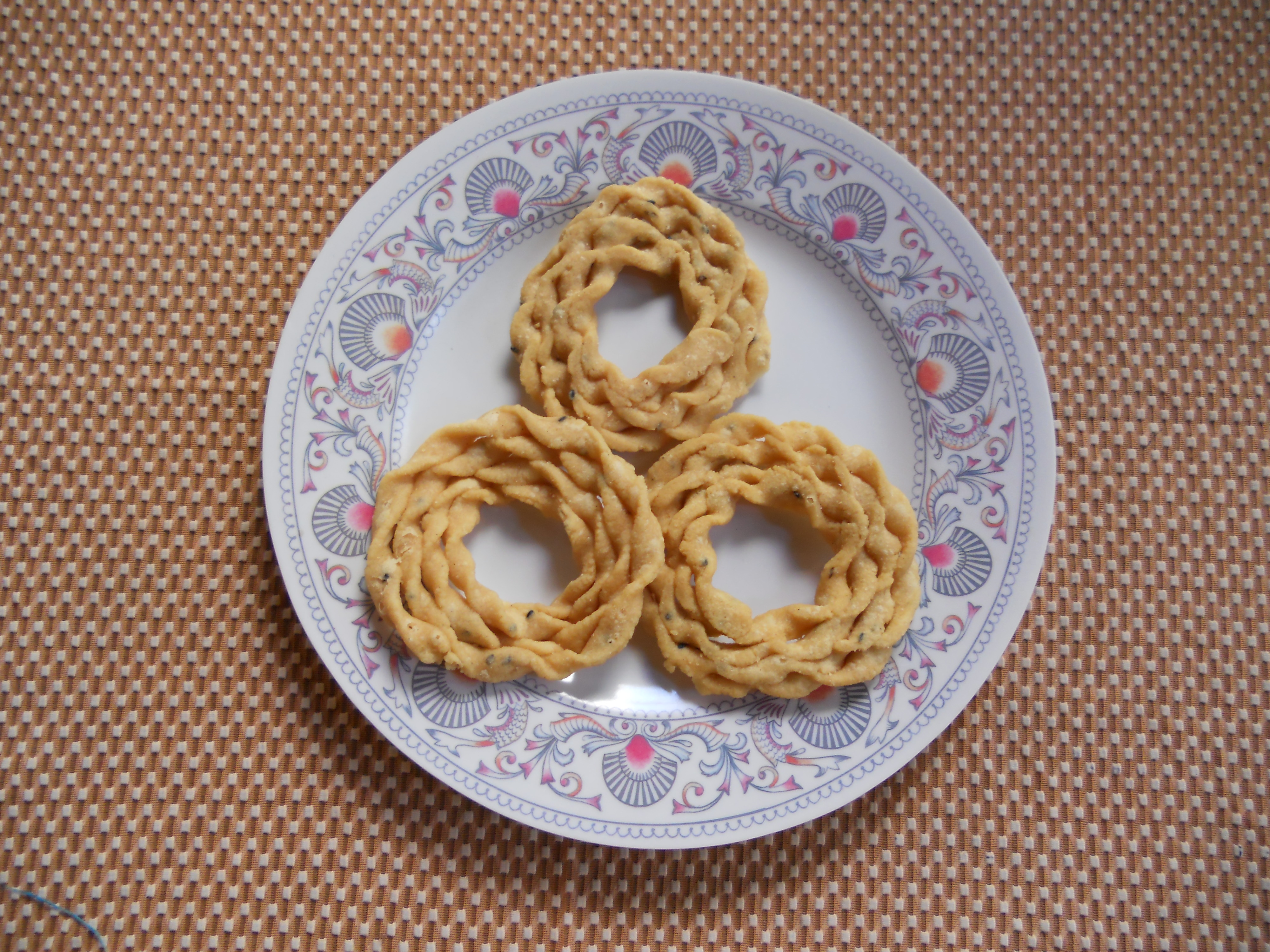
Кай (підготовлений вручну) Мурукку
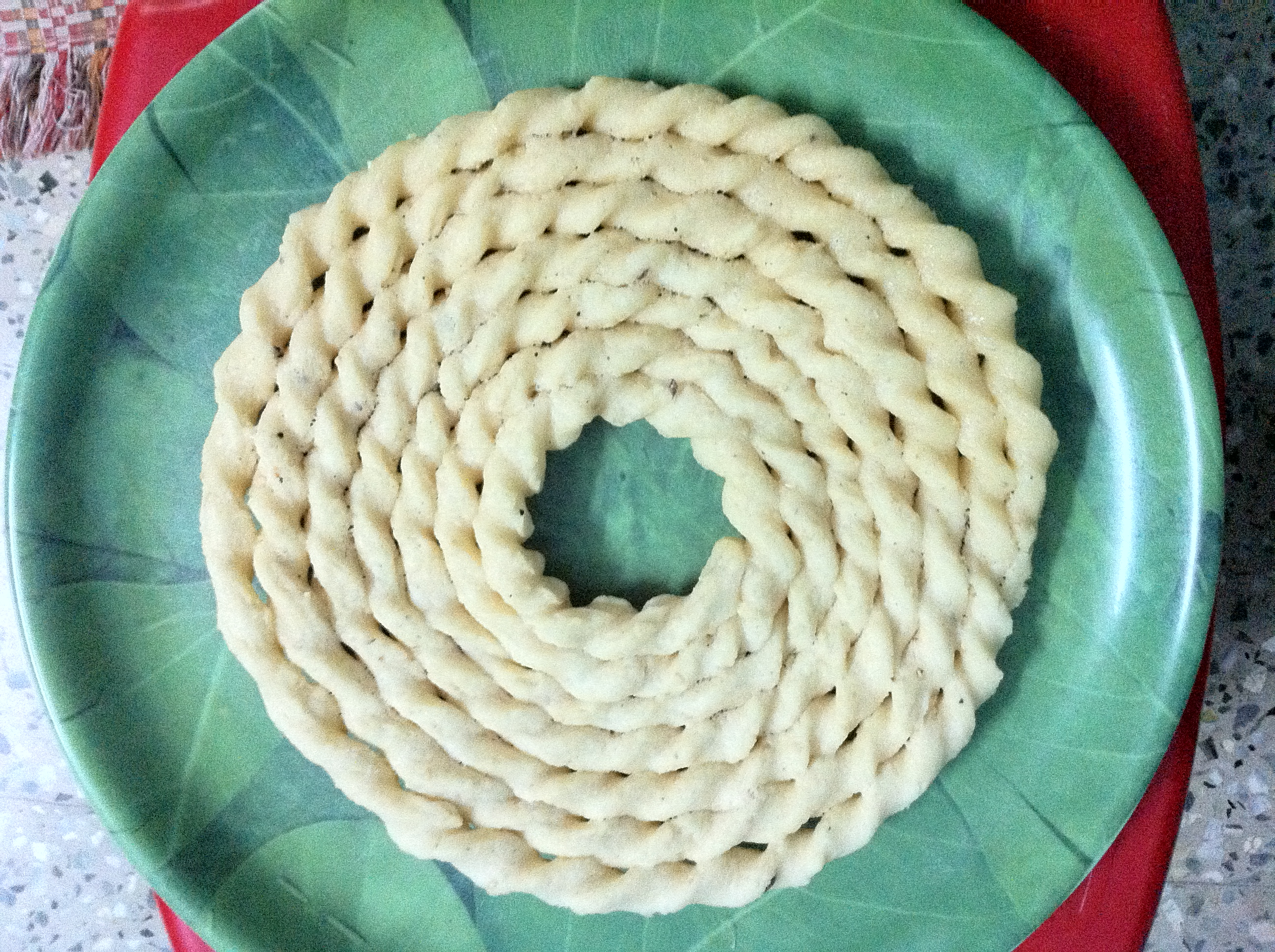
Більший Кай Мурукку
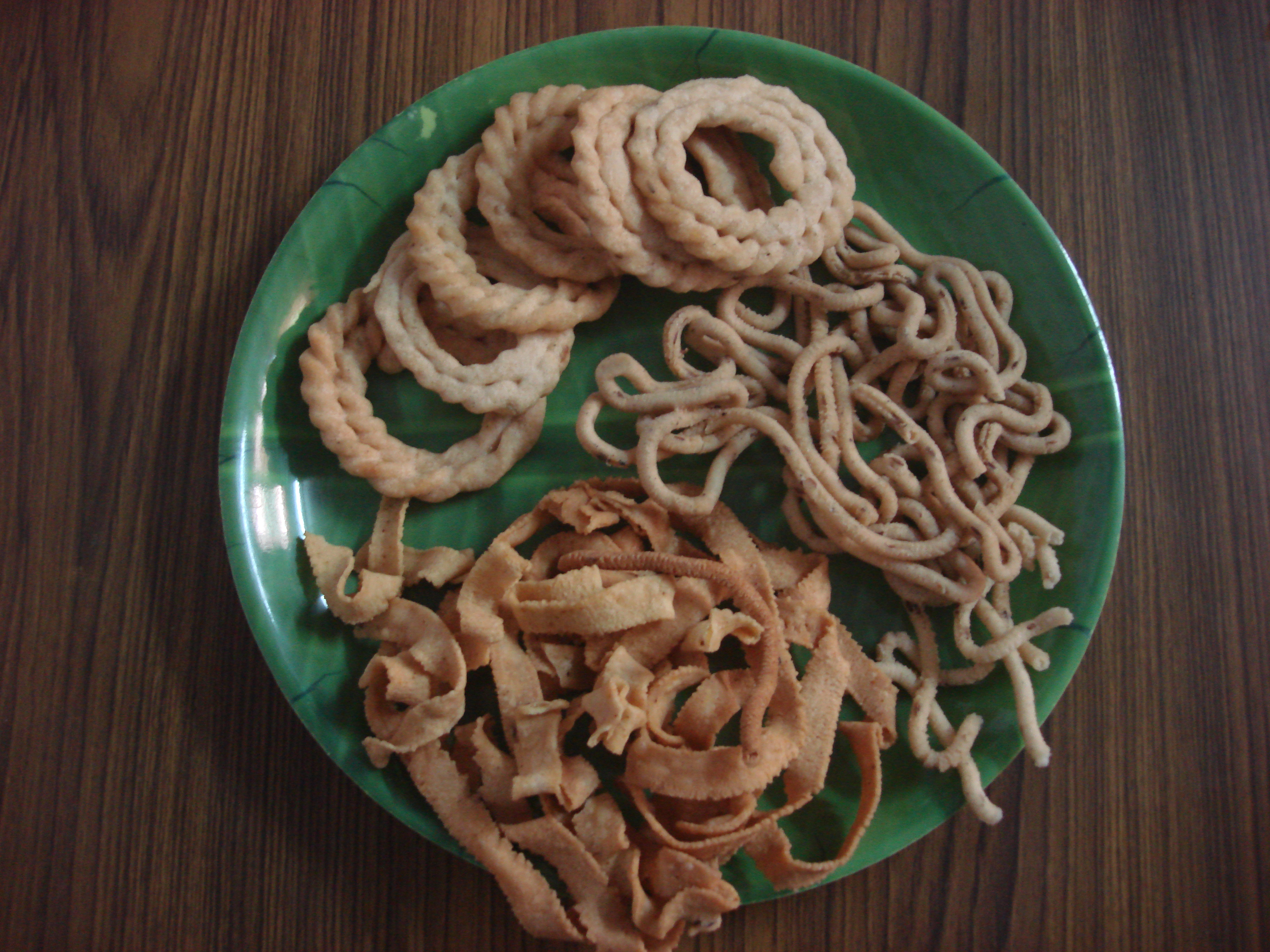
Муррукку та подібні закуски